# Supermarkt-Einsturz in Riga
Beim Supermarkt-Einsturz in Riga am Abend des 21. November 2013, ca. 18 Uhr Ortszeit, brach die Dachkonstruktion des Maxima-XX-Supermarktes im Rigaer Stadtteil Zolitūde zusammen. Im Gebäude befanden sich mehrere hundert Menschen. Während der Rettungsarbeiten stürzte ein weiterer Teil des Daches ein. Bei dem Unglück kamen mindestens 54 Menschen ums Leben.
Der Zusammensturz des Daches wird auf den Bau einer Grünanlage auf dem Dach zurückgeführt. Der XX-Supermarkt wurde erst 2011 eröffnet. Es ist die größte zivile Katastrophe in der Geschichte des Landes Lettland seit der Wiederherstellung der Unabhängigkeit 1991. Die lettische Regierung übernahm die politische Verantwortung für den Unglücksfall; am 27. November 2013 erklärte Ministerpräsident Valdis Dombrovskis seinen Rücktritt.

## Geschichte des Gebäudes

Die Maxima-XX-Filiale im Stadtteil Zolitūde (April 2012)

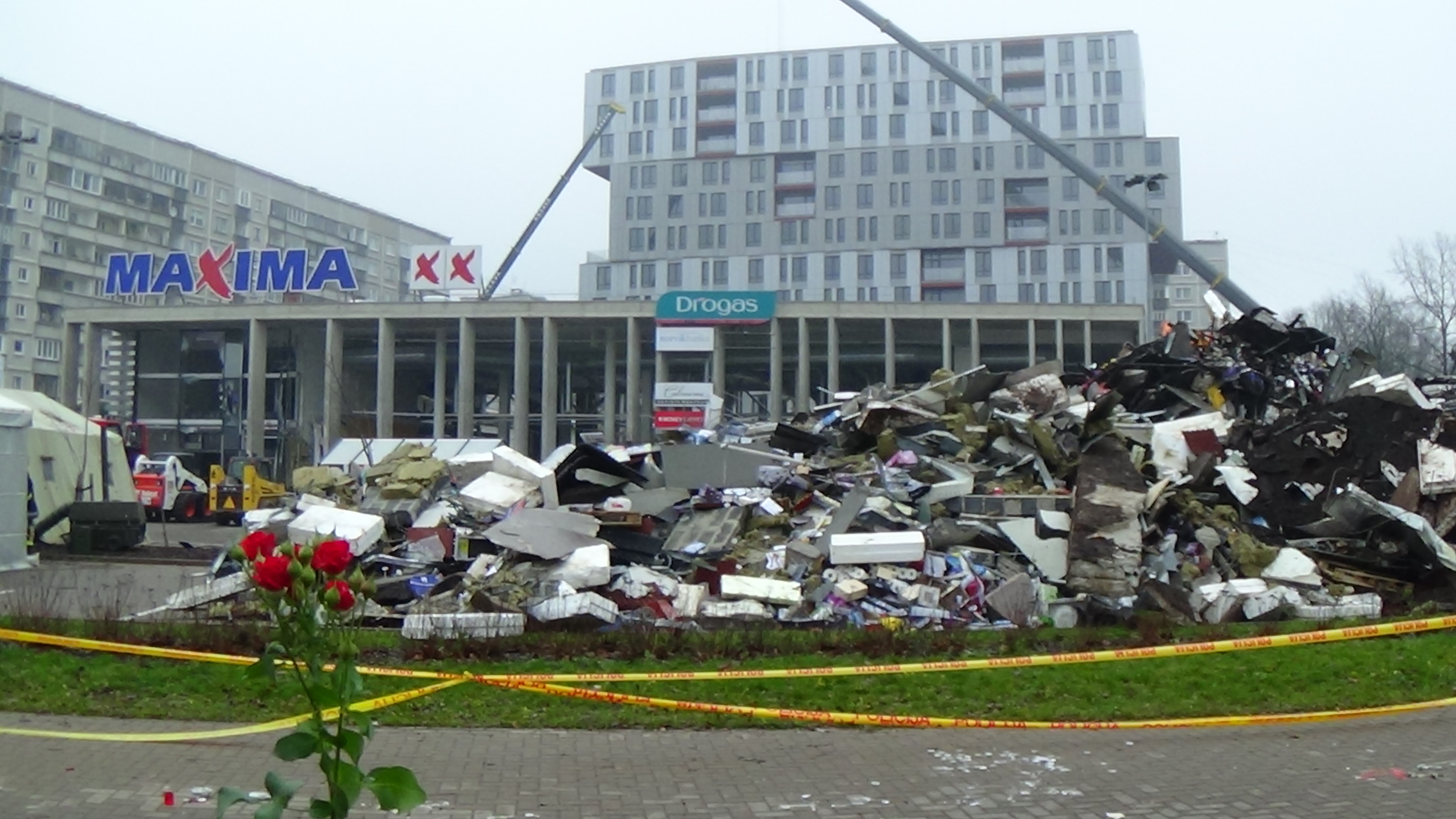
Ansicht zwei Tage nach dem Einsturz (23. November 2013)

Das zuständige Bauunternehmen Re&Re gewann am 30. März 2012 für den Bau des Gebäudes eine Silbermedaille beim Wettbewerb des Lettischen Baugewerbe-Verbandes (Latvijas Būvnieku asociācija). Die Verwaltung des Gebäudes war seit der Fertigstellung 2011 in Besitz der in Kanada ansässigen Holding-Firma Homburg International Group und deren Tochterunternehmen, der Homburg Volda aus Litauen. Architekturfirma war die Firma Kubs. Die Verkaufsfläche des Supermarktes betrug beim Einbruch des Daches 4750 m².
Das Doppel-X in der Bezeichnung ist kein Eigenname, sondern klassifiziert die Größe der Filiale. Sie reicht bei der Handelskette Maxima vom kleinsten Typ X bis zum Hypermarket vom Typ XXX.
Am 28. November 2013 veröffentlichte eine Expertengruppe der Firma Re&Re einen Vorbericht über die Unfallursache. Demnach sei der Einsturz auf einen groben Fehler in der statischen Planungsphase des Gebäudes zurückzuführen. Aufgrund falscher Lastannahmen seien die unteren Knoten der Fachwerkbinder zu schwach bemessen worden. Am 15. und 16. April 2014 wurden die beiden verbliebenen Fachwerkbinder in einem Messversuch unter zunehmender Last zum Einsturz gebracht.

## Opfer
Bei den Bergungsarbeiten kamen drei Feuerwehrleute ums Leben. Neben den 54 Toten wurden 39 Personen mit teils schweren Verletzungen in Krankenhäusern behandelt.
Dem Sozialdienst lagen am 28. November Daten über 37 Kinder vor, denen mindestens ein Elternteil beim Einsturz umkam oder verletzt wurde.